# Championnats d'Europe de cross-country 2001
Navigation
Édition précédente Édition suivante
Les 8e Championnats d'Europe de cross-country se sont déroulés à Thoune en Suisse en 2001.

## Résultats

### Cross long hommes

#### Individuel
| Médaille | Athlète                       | Temps     |
| Or       | Serhiy Lebid Ukraine          | 27 min 52 |
| Argent   | Kamiel Maase Pays-Bas         | 28 min 05 |
| Bronze   | Antonio David Jiménez Espagne | 28 min 10 |

#### Équipes
| Médaille | Athlètes                                                                          | Points |
| Or       | Espagne Antonio David Jiménez José Carlos Adán José Manuel García Alejandro Gómez | 40 pts |
| Argent   | France Mustapha El Ahmadi Augusto Gomes Laurent Vapaille El Hassan Lahssini       | 50 pts |
| Bronze   | Portugal Paulo Guerra José Ramos Hélder Ornelas Alberto Maravilha                 | 72 pts |

### Cross Junior hommes

#### Individuel
| Médaille | Athlète                    | Temps     |
| Or       | Vasyl Matviychuk Ukraine   | 19 min 29 |
| Argent   | Mohammed Farah Royaume-Uni | 19 min 38 |
| Bronze   | Stefano Scaini Italie      | 19 min 39 |

#### Équipes
| Médaille | Athlètes    | Points |
| Or       | Royaume-Uni | 54 pts |
| Argent   | Portugal    | 67 pts |
| Bronze   | France      | 68 pts |

### Cross long femmes

#### Individuel
| Médaille | Athlète               | Temps     |
| Or       | Yamna Belkacem France | 15 min 48 |
| Argent   | Olga Romanova Russie  | 15 min 49 |
| Bronze   | Justyna Bak Pologne   | 15 min 51 |

#### Équipes
| Médaille | Athlètes                                                                              | Points |
| Or       | Portugal Helena Sampaio Inês Monteiro Analídia Torre Ana Dias                         | 41 pts |
| Argent   | Royaume-Uni Liz Yelling Hayley Yelling Kathy Butler Sharon Morris                     | 49 pts |
| Bronze   | France Yamna Oubouhou-Belkacem Fatima Yvelain Rodica Daniela Moroianu Élodie Olivares | 66 pts |

### Cross Junior femmes

#### Individuel
| Médaille | Athlète                    | Temps     |
| Or       | Elvan Abeylegesse Turquie  | 10 min 35 |
| Argent   | Tatiana Tchoulakh Russie   | 10 min 53 |
| Bronze   | Snezana Kostic Yougoslavie | 10 min 54 |

#### Équipes
| Médaille | Athlètes    | Points |
| Or       | Russie      | 35 pts |
| Argent   | Royaume-Uni | 54 pts |
| Bronze   | Turquie     | 79 pts |